# Don Pedro Colley
Don Pedro Colley, född 30 augusti 1938 i Klamath Falls, Oregon, död där 11 oktober 2017, var en amerikansk skådespelare. Colley medverkade bland annat i Bortom apornas planet (1970), THX 1138 (1971), Flykten västerut (1972), Sugar Hill (1974) och The Dukes of Hazzard (1981–1984).

## Filmografi i urval
- 1968 – Cimarron Strip (TV-serie)
- 1968 – The Wild Wild West (TV-serie)
- 1968–1969 – Daniel Boone (TV-serie)
- 1970 – The Bill Cosby Show (TV-serie)
- 1970 – Bortom apornas planet
- 1971 – THX 1138
- 1972 – Flykten västerut
- 1972 – Brottsplats: San Francisco (TV-serie)
- 1973 – Nanu - djungelns son
- 1973 – Black Caesar
- 1974 – Sugar Hill
- 1974 – Full speed igen, Herbie!
- 1977 – Lilla huset på prärien (TV-serie)
- 1977 – Starsky och Hutch (TV-serie)
- 1977 – The Bionic Woman (TV-serie)
- 1978 – Fantasy Island (TV-serie)
- 1981–1984 – The Dukes of Hazzard (TV-serie)
- 1982 – Uppdrag i Singapore (TV-serie)
- 1984 – The A-Team (TV-serie)
- 1994 – Cagney & Lacey: The Return (TV-film)